# Barbara Krug
Barbara Krug (n. 6 mai 1956, Leipzig, RDG) este o atletă ce a reprezentat Republica Democrată Germană, medaliată olimpică. A participat la o ediție a Jocurilor Olimpice (1980) în care a câștigat medalia de argint în proba de 4x400 de metri.

## Palmares
| An   | Competiție                   | Locație                      | Loc | Eveniment | Note    |
| ---- | ---------------------------- | ---------------------------- | --- | --------- | ------- |
| 1977 | Cupa Europei                 | Helsinki, Finlanda           | 1   | 4×400 m   | 3:25,70 |
| 1977 | Cupa Mondială                | Düsseldorf, Germania de Vest | 2   | 4×400 m   | 3:24,04 |
| 1978 | Campionatul European         | Praga, Cehoslovacia          | 1   | 4×400 m   | 3:21,20 |
| 1979 | Campionatul European în sală | Viena, Austria               | 4   | 400 m     | 52,36   |
| 1980 | Jocurile Olimpice            | Moscova, Uniunea Sovietică   | 2   | 4×400 m   | 3:20,4  |